# Associação Desportiva Vasco da Gama
El AD Vasco da Gama es un equipo de fútbol de Brasil que juega en el Campeonato Acreano, la primera división del estado de Acre.

## Historia
Fue fundado el 28 de junio de 1952 en la ciudad de Rio Branco, Acre y su uniforme y colores son por el CR Vasco da Gama de Río de Janeiro.
Es uno de los equipos de fútbol más importantes del estado de Acre, donde fue campeón estatal por primera vez en 1965 y participó por primera vez en el Campeonato Brasileño de Serie C en 1994, liga donde tuvo su mejor participación en 1999 donde terminó en el 31.eɽ lugar.
Un año después participa por primera vez en la Copa de Brasil donde llega hasta la tercera ronda, situación que mejoró dos años después luego de avanzar hasta la cuarta ronda y terminar en el lugar 34. Participa por primera vez en la Copa Norte en el año 2000 donde llega hasta los cuartos de final.

## Palmarés
- Campeonato Acreano: 3

1965, 1999, 2001
- Acreano Serie B: 1

2013
- Torneo Inicio: 1

1974